# Nephodia admirationis
Nephodia admirationis är en fjärilsart som beskrevs av Louis Beethoven Prout 1911. Nephodia admirationis ingår i släktet Nephodia och familjen mätare. Inga underarter finns listade i Catalogue of Life.